# Rußbuschtyrann
Der Rußbuschtyrann (Myiotheretes fumigatus) oder manchmal nur Rußtyrann ist eine Vogelart aus der Familie der Tyrannen (Tyrannidae). Die Art hat ein großes Verbreitungsgebiet, das die südamerikanischen Länder Venezuela, Kolumbien, Ecuador und Peru umfasst. Der Bestand wird von der IUCN als nicht gefährdet (Least Concern) eingeschätzt.

## Merkmale
Die Rußbuschtyrann erreicht eine Körperlänge von etwa 20 Zentimetern. Das Gefieder ist gleichmäßig mit einem rußigen Braun gefärbt. Über den Augen hat er einen kurzen weißlichen Augenbrauenstrich. Auch an der Kehle finden sich weißliche Streifen. Die Flügel und der Schwanz sind rußfarben. Die Flügeldecken haben dünne braungelbe Ränder. Die kleinen Armdecken sowie die inneren Steuerfedern sind zimtfarben.

## Verbreitung und Lebensraum
Die Art kommt in feuchten Bergwäldern und Waldrändern nahe der Baumgrenze  in Höhen zwischen 2000 und 3800 Metern vor.  Hier bewegt er sich in der mittleren  Strata der subtropischen bis gemäßigte Zonen. In etwas offeneren und höheren Gebiet wird er durch den Streifenkehl-Buschtyrannen (Myiotheretes striaticollis) ersetzt.

## Verhalten
Bei der Futtersuche sieht man den Vogel alleine oder in kleinen Gruppen. Selten kann man ihn in gemischten Scharen antreffen. Auf der Suche nach Beute untersucht er vorwiegend Blätter,  Epiphyten und moosüberwachsene Zweige und Äste. Selten erbeutet er sein Futter im Flug oder am Boden.

## Unterarten
Es sind vier Unterarten beschrieben, die sich vor allem in ihrer Färbung und ihrem Verbreitungsgebiet unterscheiden:
- Myiotheretes fumigatus fumigatus (Boissonneau, 1840) – Nominatform. Kommt in Kolumbien außer in Sierra Nevada de Santa Marta und im Norden Ecuadors vor.
- Myiotheretes fumigatus olivaceus  (Phelps, Sr & Phelps, Jr, 1953) – Hat im Gegensatz zur Nominatform eine undeutliche weißgraue Augenbraue. Die Unterschwanzdecken sind bräunlich. Das Verbreitungsgebiet erstreckt sich von der Sierra Nevada de Santa Marta bis in den  Westen Venezuelas im Waldschutzgebiet Serranía de los Motilones nahe dem 3750 Meter hohen Cerro Tetari, im Westen des Bundesstaates Zulia sowie am Río Chiquito im Süden von Táchira.
- Myiotheretes fumigatus lugubris (Berlepsch, 1883)[2] – Unterscheidet sich farblich nur durch Farbe der blass gelbbraunen Unterschwanzdecken. Kommt in den Anden, dem Westen Venezuelas vom Süden Trujillo bis in den Norden Táchira vor.
- Myiotheretes fumigatus cajamarcae (Chapman, 1927)[3] – Hat etwas weniger Braun im Gefieder als die Nominatform. So ist der Gesamteindruck etwas dunkelfarbener und nicht olivbraun. Dies ist besonders auffällig am Bauch und den Unterschwanzdecken. Kehle ist etwas weniger ockerfarben. Präsent im Süden Ecuadors der Provinz Cañar bis Cusco im Süden Perus.

## Namensgebung
Auguste Boissonneau beschrieb diesen Buschtyrannen zunächst unter Tyrannula fumigata. Der Name fumigata leitet sich von dem lateinischen Wort fumus (=der Rauch) ab.